# Дяченко Юрій Павлович
Юрій Павлович Дяченко (нар. 27 травня 1937) — український радянський діяч, голова Державного Комітету Української РСР у справах видавництв, поліграфії і книжкової торгівлі, голова Державного Комітету України по пресі. 

## Біографія
Народився у родині військовослужбовця. З 1957 року — слюсар монтажної дільниці на будівництві Дарницької ТЕЦ, складач друкарні, коректор, редактор, завідувач виробництва, завідувач редакції, головний редактор видавництва Київського державного університету імені Тараса Шевченка; завідувач методичного кабінету Київського медичного інституту.
Член КПРС з 1963 року.
У 1964 році закінчив факультет журналістики Київського державного університету імені Тараса Шевченка.
У 1968—1974 р. — референт, старший референт Управління справами Ради Міністрів Української РСР.
У 1974—1984 р. — консультант, завідувач сектору видавництва, поліграфії і книжкової торгівлі відділу пропаганди і агітації ЦК КПУ.
У січні — червні 1984 р. — заступник, у червні 1984 — серпні 1988 р. — 1-й заступник голови Державного Комітету Української РСР у справах видавництв, поліграфії і книжкової торгівлі.
5 серпня 1988 — липень 1990 р. — голова Державного Комітету Української РСР у справах видавництв, поліграфії і книжкової торгівлі.
30 липня 1990 — листопад 1992 р. — голова Державного Комітету Української РСР (України) з преси.
У червні 1993 — листопаді 1994 р. — голова Державного Комітету України у справах видавництв, поліграфії та книгорозповсюдження.
У січні — вересні 1995 р. — 1-й заступник міністра України у справах преси та інформації.
З 1997 року працював директором Видавництва Верховної Ради України, завідував книжковою редакцією парламентського видавництва. Водночас майже 20 років викладав у Видавничо-поліграфічному інституті НТУУ «КПІ». Автор практичного посібника «Видавнича справа: законодавчі засади, нормативне регулювання», а також навчально-методичних матеріалів із курсів «Видавництво у ринкових умовах», «Редагування окремих видів видань».
Потім — на пенсії у Києві.

## Нагороди та відзнаки
- орден «Знак Пошани»
- три медалі
- заслужений працівник культури Української РСР
- державний службовець 1-го рангу (.04.1994)